# Паршино (Лотошинский район)
Паршино — деревня в Лотошинском районе Московской области России.
Относится к сельскому поселению Микулинское, до реформы 2006 года относилась к Савостинскому сельскому округу. По данным Всероссийской переписи 2010 года численность постоянного населения составила 14 человек (6 мужчин, 8 женщин).

## География
Расположена в восточной части сельского поселения, примерно в 12 км к северо-востоку от районного центра — посёлка городского типа Лотошино. Южнее протекает река Лобь, впадающая в Шошу. Соседние населённые пункты — село Щеглятьево, деревни Волково и Кельи. Автобусное сообщение с пгт Лотошино.

## Исторические сведения
По сведениям 1859 года — деревня Судниковского прихода, Татьянковской волости Старицкого уезда Тверской губернии в 52 верстах от уездного города, в низменности, при реке Лоби, с 14 дворами, 2 прудами, 9 колодцами и 113 жителями (53 мужчины, 60 женщин).
В «Списке населённых мест» 1862 года Паршино — владельческая деревня 2-го стана Старицкого уезда по Волоколамскому тракту в город Тверь, при реке Лоби, с 13 дворами и 112 жителями (50 мужчин, 62 женщины).
В 1886 году — 26 дворов и 164 жителя (84 мужчины, 80 женщин).
В 1915 году насчитывалось 32 двора, а деревня относилась к Федосовской волости.
С 1929 года — населённый пункт в составе Лотошинского района Московской области.

## Население
| 1859 | 1886 | 2002 | 2006 | 2010 |
| ---- | ---- | ---- | ---- | ---- |
| 112  | ↗164 | ↘13  | ↗16  | ↘14  |